# Krüa
Krüa es un corregimiento del distrito de Müna en la comarca Ngäbe-Buglé, República de Panamá. La localidad tiene 2.180 habitantes (2010).